# Бутвиль
Бутви́ль (фр. Bouteville) — коммуна во Франции, находится в регионе Пуату — Шаранта. Департамент — Шаранта. Входит в состав кантона Шатонёф-сюр-Шарант. Округ коммуны — Коньяк.
Код INSEE коммуны — 16057.
Коммуна расположена приблизительно в 410 км к юго-западу от Парижа, в 115 км южнее Пуатье, в 24 км к западу от Ангулема.

## Население
Население коммуны на 2008 год составляло 336 человек.
| 1962 | 1968 | 1975 | 1982 | 1990 | 1999 | 2008 |
| ---- | ---- | ---- | ---- | ---- | ---- | ---- |
| 449  | 459  | 428  | 388  | 398  | 346  | 336  |

## Климат
Климат океанический. Ближайшая метеостанция находится в городе Коньяк.
| Показатель                        | Янв. | Фев. | Март | Апр. | Май  | Июнь | Июль | Авг. | Сен. | Окт. | Нояб. | Дек. | Год   |
| --------------------------------- | ---- | ---- | ---- | ---- | ---- | ---- | ---- | ---- | ---- | ---- | ----- | ---- | ----- |
| Средний максимум, °C              | 8,7  | 10,5 | 13,1 | 15,9 | 19,5 | 23,1 | 26,1 | 25,4 | 23,1 | 18,5 | 12,4  | 9,2  | 17,7  |
| Средняя температура, °C           | 5,4  | 6,7  | 8,5  | 11,1 | 14,4 | 17,8 | 20,2 | 19,7 | 17,6 | 13,7 | 8,6   | 5,9  | 12,5  |
| Средний минимум, °C               | 2,0  | 2,8  | 3,8  | 6,2  | 9,4  | 12,4 | 14,4 | 14,0 | 12,1 | 8,9  | 4,7   | 2,6  | 7,8   |
| Норма осадков, мм                 | 80,4 | 67,3 | 65,9 | 68,3 | 71,6 | 46,6 | 45,1 | 50,2 | 59,2 | 68,6 | 79,8  | 80,0 | 783,6 |
| Источник: Relevé météo des Cognac |      |      |      |      |      |      |      |      |      |      |       |      |       |

## Экономика
Основу экономики составляет сельское хозяйство, в первую очередь виноделие.
В 2007 году среди 208 человек в трудоспособном возрасте (15—64 лет) 168 были экономически активными, 40 — неактивными (показатель активности — 80,8 %, в 1999 году было 75,6 %). Из 168 активных работали 159 человек (86 мужчин и 73 женщины), безработных было 9 (3 мужчины и 6 женщин). Среди 40 неактивных 7 человек были учениками или студентами, 23 — пенсионерами, 10 были неактивными по другим причинам.

## Достопримечательности
- Бенедиктинский монастырь Сен-Поль
  - Памятная доска, посвященная реставрации церкви в 1624 году Луизой Люксембургской. На доске выгравирована надпись: LAN 1569 LA P (RESEN) TE EGLIZE/FUT RUINE P (AR) LES HUGUENOS/ET LAN 1624 TRES HAUTE ET PUIS (SAN) TE DAME DE /LUXANBOURG DAME DU/P (RESEN) T LIEU A FAIT RECOUVRIR ET/REDIFIER LADITE EGLIZE. Исторический памятник с 1911 года[3]
- Церковь Сен-Поль (XI век). Исторический памятник с 1965 года[4]
- Замок Бутвиль[фр.] (XVI—XVII века). Исторический памятник с 1984 года[5]

## Фотогалерея

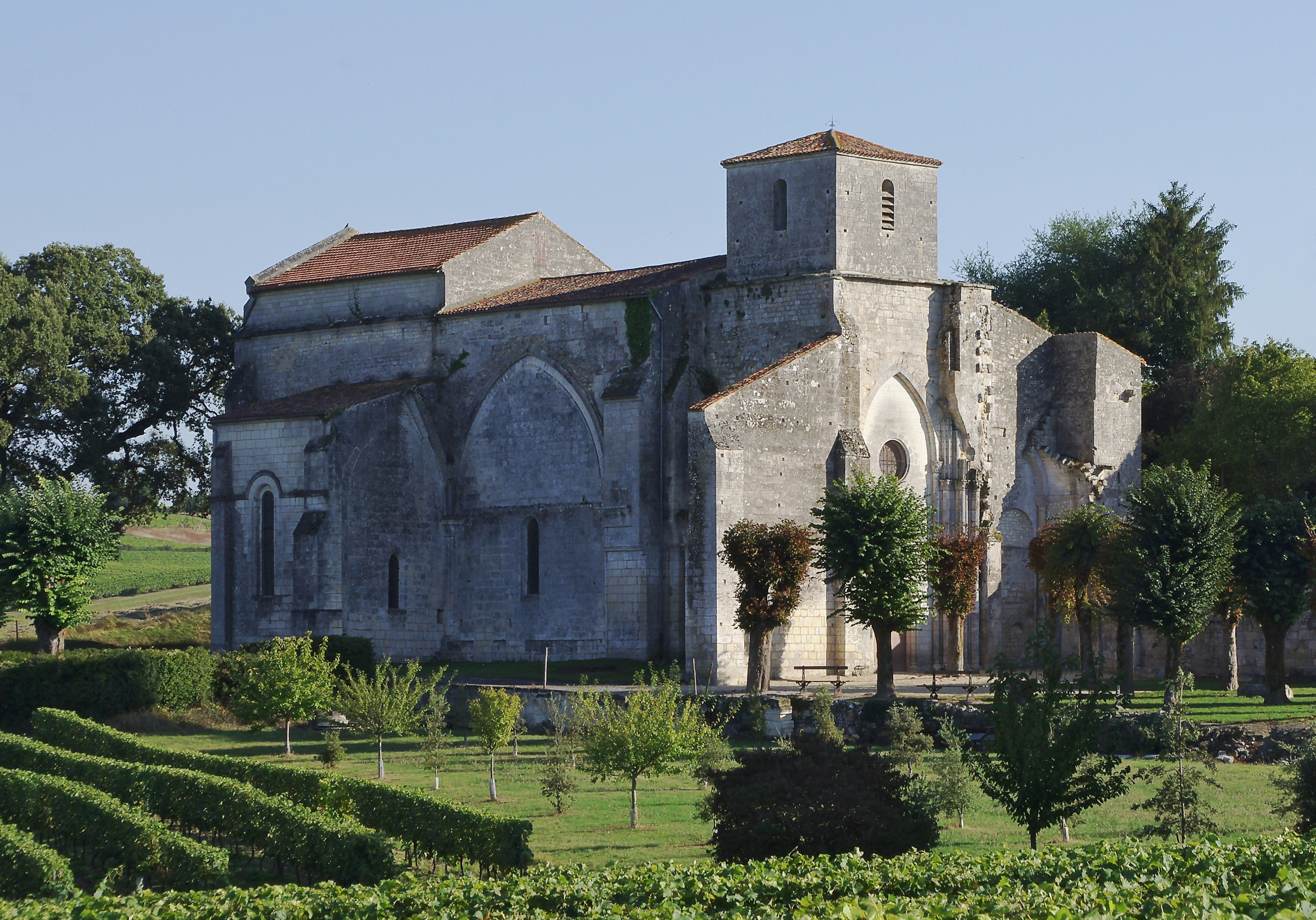
Церковь Сен-Поль
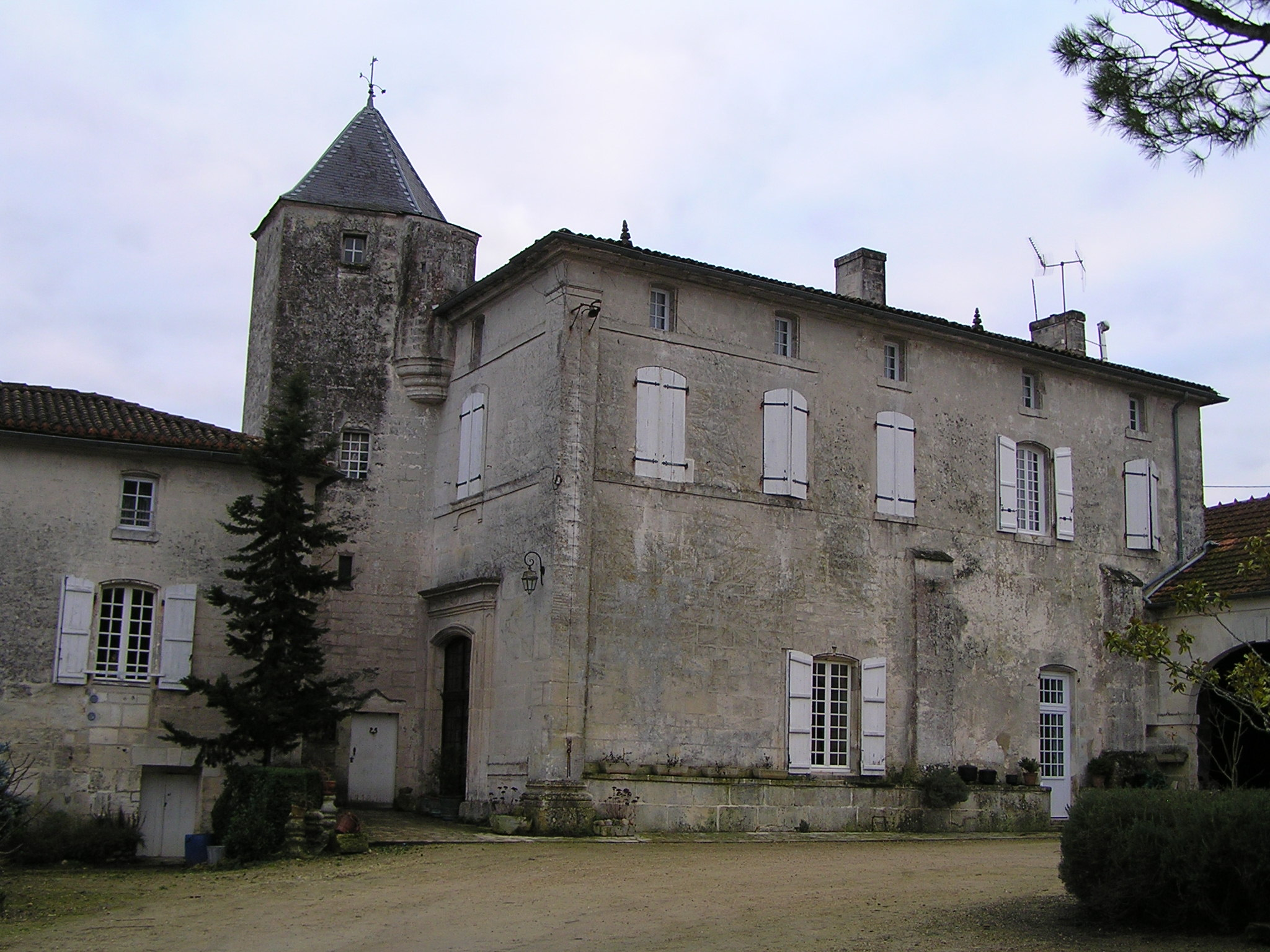
Замок Анквиль
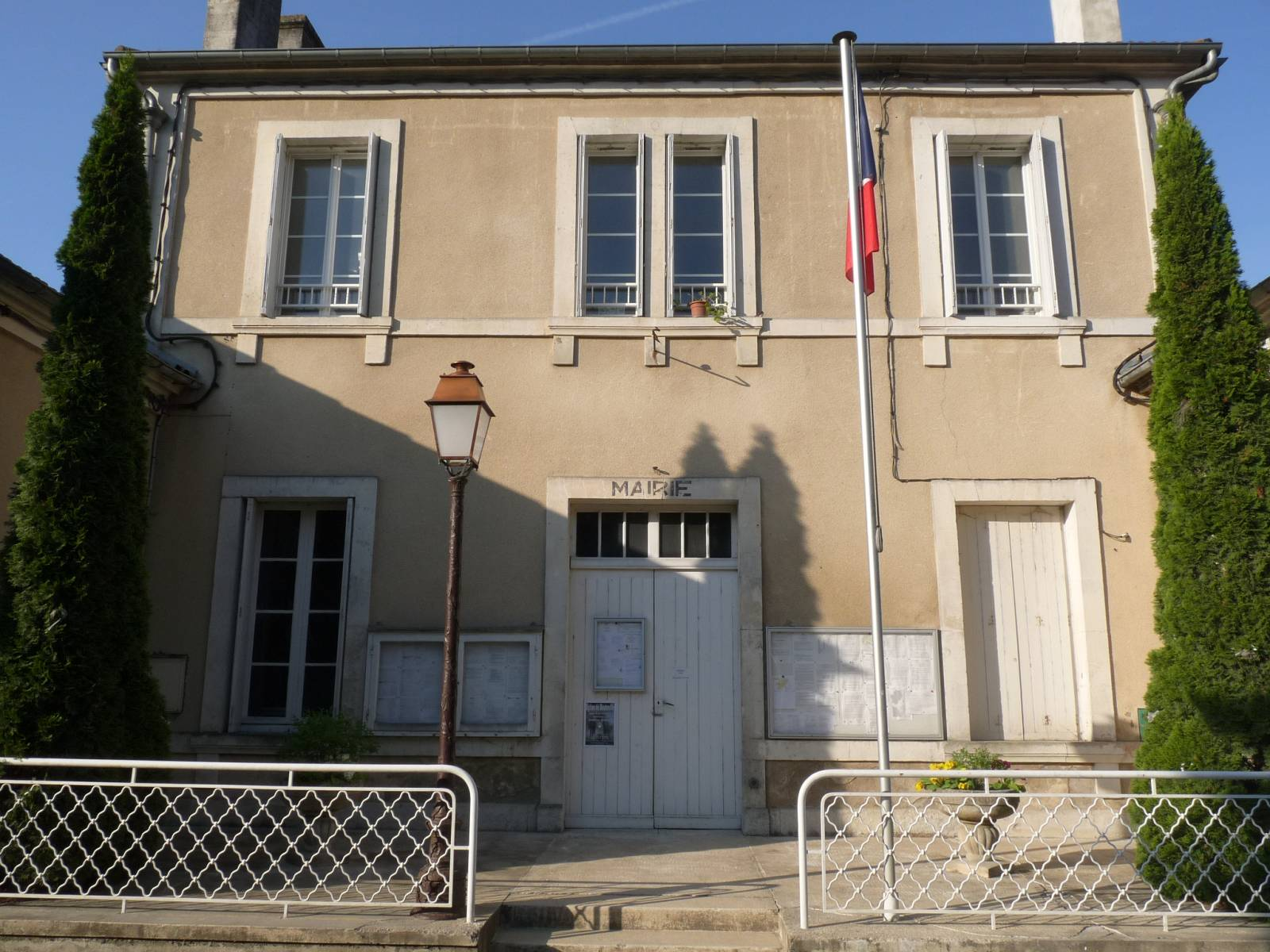
Мэрия